# Hiperlipidemija
Hiperlipidemíja ali hiperlipemíja pomeni zvišano koncentracijo ene ali več lipidnih frakcij v krvni plazmi. Lahko gre za povišanje trigliceridov (hipertrigliceridemija), samo holesterola (hiperholesterolemija), lipoproteinov (hiperlipoproteinemija) oziroma več parametrov (mešana hiperlipidemija).
Hiperlipidemije razvrščamo v primarne oziroma prirojene (posledica določene genetske motnje) in sekundarne oziroma pridobljene (posledica drugega bolezenskega stanja v organizmu). Lahko gre tudi za idiopatsko stanje, kjer vzrok ni pojasnjen.
Klinično najpomembnejši sta vrednosti celokupnega holesterola in lipoproteinov nizke gostote (LDL). Povišane vrednosti holesterola (hiperholesterolemija) predstavlja dejavnik tveganja za bolezni, ki so povezane z aterosklerozo (srčna kap, angina pektoris, možganska kap ...). Z zmanjšanjem vrednosti LDL je možno upočasniti nastanek ali celo doseči regresijo aterosklerotičnih plakov in s tem zmanjšati umrljivost. Temeljno je nefarmakološko zdravljenje (ustrezna prehrana, telesna dejavnost, nekajenje ...), med zdravili pa se najpogosteje uporabljajo statini.